# Televizijski toranj Turkmenistan
Televizijski toranj Turkmenistan (turk. Türkmenistan teleradio merkezi) je komunikacijski toranj u turkmenskom glavnom gradu Ašgabatu. Izgrađen je 2011. godine a s visinom od 211 metara najviša je građevina u Turkmenistanu. Svojom veličinom, toranj je vidljiv iz bilo kojeg dijela grada i njegovih predgrađa jer se nalazi na 1.020 metara iznad razine mora.
Izgradnja tornja započela je 2008. godine a gradila ga je istanbulska tvrtka Polimeks COE. Službeno je otvoren 17. listopada 2011. u svečanoj ceremoniji kojoj je prisustvovao turkmenski predsjednik Gurbanguly Berdimuhamedow. Time je proslavljeno i dvadeset godina turkmenske nezavisnosti.
Glavna funkcija tornja je pružanje televizijskog i radiokumunikacijskog signala putem instaliranih antena na udaljenost od stotinu kilometara. Toranj Turkmenistan prenosi analogni i digitalni TV signal te radio signal. Neki od njegovih klijenata su postaje Altyn Asyr, Yashlyk, Miras, Turkmenistan, Turkmen owazy, Ashgabat i Turkmen Sport.
Na 29. katu (145 metara visine) nalazi se restoran čiji je interijer kombinacija elemenata nacionalnog dekora i modernih trendova u arhitekturi. Sam rotirajući restoran pruža divan pogled na Ašgabat i lokalni prirodni krajolik. Na katu iznad, posjetiteljima je dostupan i observatorij.
U arhitektonskom smislu, Toranj Turkmenistan je specifičan po osmerokrakoj "Zvijezdi Oguzkana" koja je ujedno i jedan od simbola Islama. Riječ je o najvećoj izgrađenoj zvijezdi koja je kao takva ušla u Guinnessovu knjigu rekorda.